# Pachydema cinctipennis
Pachydema cinctipennis är en skalbaggsart som beskrevs av Henri de Peyerimhoff 1945. Pachydema cinctipennis ingår i släktet Pachydema och familjen Melolonthidae. Inga underarter finns listade i Catalogue of Life.